# Hamburger freundschaftliche Arbitrage
Die Hamburger freundschaftliche Arbitrage ist ein nicht von einer Trägerorganisation administriertes Verfahren der Schiedsgerichtsbarkeit (sogenanntes „Ad-hoc-Schiedsverfahren“). Sie beruht auf einem Handelsbrauch, dessen Regeln in § 20 der von der Handelskammer Hamburg herausgegebenen „Platzusancen für den Hamburgischen Warenhandel“ (PlU) festgelegt sind.

## § 20 der Platzusancen für den Hamburgischen Warenhandel
In den erstmals 1904 von der Handelskammer Hamburg herausgegeben „Platzusancen für den Hamburgischen Warenhandel“ (PIU) wurden die bis dahin als Handelsbrauch geübten Regeln erstmals schriftlich fixiert.
Der Text des § 20 PlU wurde zuletzt im Jahr 1958 geändert und spiegelt aus heutiger Perspektive den weiterentwickelten und tatsächlichen Handelsbrauch sowie die Änderungen des 10. Buches der Zivilprozessordnung von 1998 möglicherweise nur teilweise wider.

## Die Schiedsvereinbarung
Im Gegensatz zu Usancen im eigentlichen handelsrechtlichen Sinn werden die Regeln der PIU zur Hamburger freundschaftlichen Arbitrage erst durch eine entsprechende Schiedsvereinbarung anwendbar.
§ 20 PlU enthält Verfahrensregeln sowohl für ein Schiedsgerichtsverfahren als auch für eine Qualitätsarbitrage, d. h. ein bloßes Schiedsgutachtenverfahren. Es kann vereinbart werden, dass beides in einem einheitlichen Verfahren verbunden oder aber getrennt durchgeführt wird.

## Das Verfahren
Einigen sich die Parteien auf die Durchführung eines Schiedsverfahrens nach den Regeln der Hamburger freundschaftlichen Arbitrage, so müssen sie und die Schiedsrichter das Verfahren selbst administrieren. Denn die Hamburger freundschaftliche Arbitrage ist, im Unterschied etwa zum Schiedsgericht der Handelskammer Hamburg, kein institutionelles Schiedsverfahren. Es handelt sich vielmehr um Ad-hoc-Schiedsgerichte, die jeweils neu gebildet werden, indem die Parteien Personen als Schiedsrichter für die Klärung ihrer Streitigkeit bestimmen. Die Schiedsrichter stützen sich bei der Festlegung und Durchführung des Verfahrens auf etwaige Parteienvereinbarungen und die Regeln des 10. Buches der Zivilprozessordnung (§§ 1025–1066 ZPO).

### Benennung der Schiedsleute
Nach § 20 Nr. 2 PlU beginnt die Arbitrage mit der Benennung der Schiedsleute, die je nach Art des Verfahrens als Schiedsgutachter („Arbitrator“)  bei der Qualitätsarbitrage oder als Schiedsrichter („Arbiter“) im Schiedsverfahren fungieren. Die nachfolgenden Darstellungen beziehen sich auf das schiedsrichterliche Verfahren.
§ 20 Nr. 2 PlU geht von einem Zwei-Schiedsrichter-Modell aus, bei dem jede Partei einen Schiedsrichter ernennt. Die klagende Partei benennt zuerst einen Schiedsrichter und fordert die gegnerische Partei auf, ihrerseits einen Schiedsrichter zu bestimmen. Die Benennung durch die beklagte Partei hat bei Ansässigkeit in Hamburg binnen drei Tagen, ansonsten binnen einer Woche zu erfolgen. Geschieht dies nicht, kann die Handelskammer Hamburg auf Antrag der klagenden Partei einen Zwangsschiedsrichter bestellen.
Lediglich für den Fall, dass beide Schiedsrichter nach Ablauf des Verfahrens nicht zu einer einverständlichen Entscheidung gelangen, sieht § 20 Nr. 4 PlU die Hinzuziehung eines Obmannes durch die beiden Schiedsrichter vor.
In der juristischen Literatur wird bestritten, ob der tatsächliche Handelsbrauch von einem Zwei-Personen-Schiedsgericht oder einem Drei-Personen-Schiedsgericht ausgeht.
Trotz der internationalen Anwendung dieser Form des Schiedsgerichts ist die Wählbarkeit der Schiedsrichter nach § 20 Nr. 2 PlU ausdrücklich auf Personen mit Wohnsitz und Aufenthaltsort in Deutschland beschränkt, deren Nationalität allerdings keine Rolle spielt. Dass für den Obmann eine solche Beschränkung ebenfalls gilt, sagt der Wortlaut von § 20 Nr. 2 PlU nicht.

### Anwendbares Recht
Die Parteien einigen sich durch die „Hamburger freundschaftliche Arbitrage“ auf den Gerichtsstand Hamburg (§ 20 Nr. 5 PlU) und damit gemäß § 1025 Abs. 1 ZPO auf die Anwendung deutschen Verfahrensrechts.
Einigen Schiedsentscheidungen zufolge soll daraus auch die Anwendbarkeit des deutschen materiellen Rechts folgen.